# Переславская опера
Переславская опера — самодеятельный художественный коллектив, исполнявший оперы в городе Переславле под руководством режиссёра Б. Г. Былинина.

Афиша оперы «Русалка»

В 1949 году поставлена опера А. С. Даргомыжского «Русалка». Она получила восторженные отзывы ярославских искусствоведов. Переславский оперный коллектив гастролировал с нею в ярославском театре имени Ф. Г. Волкова и в концертном зале Ярославской филармонии.
Оперы ставились на сцене Дома культуры фабрики киноплёнки. Над декорациями работал художник А. С. Бранман. В оркестре участвовали переславские музыканты и дополнительные силы из Ярославской филармонии. Опера шла четыре года.
В 1949 году оперный коллектив занял призовое место во Всесоюзном смотре художественной самодеятельности и был награждён Почётной грамотой ВЦСПС.
Затем были поставлены оперы «Майская ночь» и «Евгений Онегин».

## Партии оперы «Русалка»
- Князь — Василий Чаусов, слесарь фабрики киноплёнки.
- Княгиня — Т. С. Данилова, технический секретарь парторганизации фабрики «Красное эхо»; Ардентова, сотрудница Дома пионеров.
- Ловчий — Николай Охотин.
- Мельник — Борис Георгиевич Былинин, музыкант, режиссёр.
- Наташа — Муза Михайловна Жужакина (Качанова), руководитель кружка художественной вышивки.
- Ольга — Людмила Холмогорова, мотористка.
- Русалочка — Таисия Ильинична Пальтова (Карасёва).
- Сват — инженер А. Н. Нефедьев.[1]